# Rudolf Friedrich Ludloff (Landwirt)
Rudolf Friedrich Ludloff (* 29. Dezember 1848 in Obersiemau; † nach 1910) war ein königlich bayerischer Ökonomierat, Autor und Hauptmann der Landwehr-Infanterie.

## Leben
Rudolf Ludloff war der Sohn des Landwirts und Rittergutsbesitzers Julius Christian Louis Ludloff und der Bruder von Richard Ludloff. Er besuchte das Ernestinum (Realschule) in Coburg unter der Leitung von Ernst Eberhardt. Er war Landwirt und promovierte 1879 bei Friedrich Zarncke an der Universität Leipzig zum Thema Ueber Domänen-Veräußerungen. Eine volkswirthschaftliche Studie. Von 1884 an war Ludloff Generalsekretär des landwirtschaftlichen Provinzialverbandes für Westfalen und Lippe und gehörte ab 1890 als Hauptmann der Landwehr-Infanterie, 1. Aufgebot (Aschaffenburg), an.
Um 1888 korrespondierte er mit Joseph Kürschner, die Briefe sind im Goethe- und Schiller-Archiv archiviert.
Zu Studienzwecken bereiste er als von der Deutschen Kolonialgesellschaft ausgesandter landwirtschaftlicher Sachverständiger Amerika und 1890/91 Deutsch-Südwestafrika. Hierüber schrieb er 1891 die Broschüre Nach Deutsch-Namaland. Dieses Werk wurde in Moderne Imperialisten. Das Kaiserreich im Spiegel seiner Kolonien aufgegriffen, u. a. wurden seine Aussagen in der Einleitung zitiert. Er schätzte Südwestafrika pessimistisch als der „wüstenreiche, regenarme, dürreanfällige, armselige, z. T. malariaverseuchte, peripher liegende Teil der Welt“ ein, obwohl er überlegt hatte, sich dort anzusiedeln.
Während seines Südafrikaaufenthalts unternahm er auch Reisen mit Curt von François und lernte dabei Hendrik Witbooi und Hermanus van Wyk kennen.
1899 war Ludloff weiterhin als einer von drei landwirtschaftlichen Sachverständigen als „Ansiedleraufsicht“ entsandt.
1910 veröffentlichte er eine genealogische Übersicht der Familie Ludolf-Ludloff, die in Sondershausen beheimatet war und deren Ursprünge bis 1525 zurückreichen. Zum Familienstamm Ludloff lassen sich zahlreiche Familienangehörige zuordnen.
Rudolf Friedrich Ludloff war mit Marie Caroline Julie Pertsch, Tochter von Erdmann Pertsch, verheiratet und hatte drei Kinder. Ein Sohn war Fritz Ludloff.

## Veröffentlichungen
- Ueber Domänen-Veräußerungen. Eine volkswirthschaftliche Studie. Dissertation, Universität Leipzig 1879 (mit Lebenslauf, Digitalisat).
- Nach Deutsch-Namaland (Südwestafrika). Reisebriefe. Verlag Dietz, Coburg 1891.
- Ein Schäfereiunternehmen für Damaraland. In: Deutsche Kolonialzeitung NF Bd. 4, 1891, S. 115–117 (Digitalisat).
- Coburg anno 1629. Wahrheit und Dichtung. Verlag A. Roßteutscher, Coburg 1905.
- Geschichte der Familie Ludolf-Ludloff.  o. O., o. J. [Coburg 1910.] (Digitalisat). (darin S. 68: autobiographische Angaben.)